# Opisthacantha pallida
Opisthacantha pallida är en stekelart som beskrevs av William Harris Ashmead 1894. Opisthacantha pallida ingår i släktet Opisthacantha och familjen Scelionidae. Inga underarter finns listade i Catalogue of Life.